# Babik Reinhardt
Babik Reinhardt (Parijs, 8 juni 1944 - Grasse, 13 november 2001) was een Franse jazzgitarist. Hij speelde zigeunerjazz en fusion.
Reinhardt, een zoon van Django Reinhardt, speelde zowel piano (op aandringen van zijn vader) als gitaar: rond 1959 koos hij uiteindelijk voor de gitaar. In het begin van de jaren zestig speelde hij rock-'n-roll bij Glen Jack and His Glenners, halverwege de jaren zestig richtte hij zich op de jazz. Als gitarist was hij ook geïnteresseerd in andere jazz dan die door zijn vader werd gespeeld. Hij werd beïnvloed door Wes Montgomery en Jimmy Raney. Hij trad op met Jean-Luc Ponty en nam in 1977 zijn eerste plaat op. Hij speelde zowel muziek die getrouw was aan de traditie (met bijvoorbeeld zijn groep Nouveau Quintette du Hot Club de France, opgericht in 1998) als fusion. Hij werkte met musici als Raphael Faÿn, Christian Escoudé, Larry Coryell, Bobby Rangell, Didier Lockwood en Boulou Ferré.
Reinhardt overleed in de omgeving van Cannes aan de gevolgen van een hartaanval.
Hij was de vader van negen kinderen, waaronder de gitarist David Reinhardt en Markus Reinhardt, een zigeunerviolist.
Een zigeunerjazzkwartet uit Buffalo heeft zich naar Babik Reinhardt vernoemd ('Babik').

## Discografie (selectie)
- All Love, RDC Records, 1988
- Live, DRG Records, 1991
- Nuances, RDC, 1996
- Vibration, RDC, 1996
- A Night with Conover, RDC, 1998
- Joue Django, RDC, 2003